# Evale
Evale é uma vila e comuna angolana, do município de Cuanhama, que se localiza na província de Cunene.